# Dibunus dividuus
Dibunus dividuus is een hooiwagen uit de familie Epedanidae.